# Солуна Самај
Солуна Самај (дан. Soluna Samay Kettel Ziegler; Гватемала Сити) је данска певачица. Самај је представљала Данску на Песми Евровизије 2012. са песмом Should've Known Better.